# Ben Halloran
Benjamin "Ben" Halloran, född 14 juni 1992, är en australisk fotbollsspelare som spelar för Brisbane Roar.
Ben Halloran har spelat sex landskamper för det australiska landslaget.

## Karriär
Den 10 januari 2022 värvades Halloran av sydkoreanska FC Seoul, där han skrev på ett tvåårskontrakt. Den 3 augusti 2022 blev Halloran klar för en återkomst i Adelaide United, där han skrev på ett tvåårskontrakt.
I juni 2024 blev Halloran klar för en återkomst i Brisbane Roar.